# Liste der Monuments historiques in Bédoin
Die Liste der Monuments historiques in Bédoin führt die Monuments historiques in der französischen Gemeinde Bédoin auf.

## Liste der Bauwerke
| Bezeichnung                          | Beschreibung                                                                                              | Standort                   | Kennzeichnung | Schutzstatus | Datum | Bild           |
| ------------------------------------ | --- | -------------------------- | ------------- | ------------ | ----- | -------------- |
| Kirche                               | | (Lage)                     | PA00081966    | Inscrit      | 1984  | weitere Bilder |
| Magdalenenkapelle                    | | chemin de Malaucène (Lage) | PA00081965    | Classé       | 1947  | weitere Bilder |
| Mahnmal für die Opfer der Revolution | Erinnert an die Ermordung von 66 Einwohnern und die Zerstörung des Dorfes während der Terrorherrschaft. . | place des Ecoles (Lage)    | PA84000054    | Inscrit      | 2009  |                |